# مونتانا (کانزاس)
مونتانا (به انگلیسی: Montana) یک منطقهٔ مسکونی در ایالات متحده آمریکا است که در شهرستان لابت، کانزاس واقع شده‌است.